# Stora Ramm och Marströmmen
Stora Ramm och Marströmmen este o arie protejată (arie specială de conservare — SAC, sit de importanță comunitară — SCI) din Suedia întinsă pe o suprafață de 326,9 ha, integral pe uscat.

## Localizare
Centrul sitului Stora Ramm och Marströmmen este situat la coordonatele 57°31′33″N 16°28′47″E / 57.5257°N 16.4798°E.

## Înființare
Situl Stora Ramm och Marströmmen a fost declarat sit de importanță comunitară în ianuarie 2002 pentru a proteja 1 specie de animale. Situl a fost protejat și ca arie specială de conservare în martie 2011.

## Biodiversitate
Situată în ecoregiunile boreală și marină baltică, aria protejată conține 2 habitate naturale: Mlaștini turboase de tranziție și turbării mișcătoare, Cursuri de apă de la nivel de câmpie la nivel montan, cu vegetație Ranunculion fluitantis și Callitricho-Batrachion.
La baza desemnării sitului se află o specie protejată de  pești: zvârluga (Cobitis taenia).